# Brobacka naturreservat
Brobacka naturreservat är ett naturreservat i Långareds socken i Alingsås kommun i Västergötland. Området som är format av en isälv är variationsrikt med ett jättegrytsfält, en ekhage och andra betesmarker, en mosse m.m. Höst och vår finns många flyttfåglar. Reservatet inrättades 1994, det är omkring 18 hektar stort och förvaltas av Västkuststiftelsen. Naturreservatet är beläget invid Åsjön (Ålandasjön) mellan de större sjöarna Anten och Mjörn. I området finns ett naturum.